# Shenzhen Airlines
Shenzhen Airlines (chiń. 深圳航空; pinyin Shēnzhèn Hángkōng) – chińska linie lotnicze z siedzibą w Shenzhen, w prowincji Guangdong. Zostały założone w listopadzie 1992, a rozpoczęły działalność 17 września 1993. Jedne z największych linii lotniczych w Chinach. 
W 2012 linia dołączyła do sojuszu Star Alliance. 
Agencja ratingowa Skytrax przyznała Shenzhen Airlines trzy gwiazdki. 

## Flota
Według stanu na maj 2025 flota Shenzhen Airlines składała się z 204 samolotów o średnim wieku 10,7 lat:
| Samolot          | Samolot | Samolot   | Liczba miejsc | Liczba miejsc | Liczba miejsc | Uwagi |
| Model            | Aktywne | Zamówione | B             | E             | Łącznie       | Uwagi |
| ---------------- | ------- | --------- | ------------- | ------------- | ------------- | ----- |
| Airbus A319-100  | 5       | -         | 8             | 120           | 128           |       |
| Airbus A320-200  | 76      | -         | 8             | 144           | 152           |       |
| Airbus A320-200  | 76      | -         | 8             | 150           | 158           |       |
| Airbus A320neo   | 27      | 3         | 8             | 144           | 152           |       |
| Airbus A320neo   | 27      | 3         | -             | 174           | 174           |       |
| Airbus A321neo   | 6       | 1         | 12            | 172           | 184           |       |
| Airbus A330-300  | 6       | -         | 18            | 291           | 309           |       |
| Boeing 737-800   | 71      | -         | 8             | 154           | 162           |       |
| Boeing 737-800   | 71      | -         | 8             | 160           | 168           |       |
| Boeing 737 MAX 8 | 13      | 3         | 8             | 154           | 162           |       |
| Boeing 737 MAX 8 | 13      | 3         | 8             | 160           | 168           |       |
| Łącznie          | 204     | 7         |               |               |               |       |

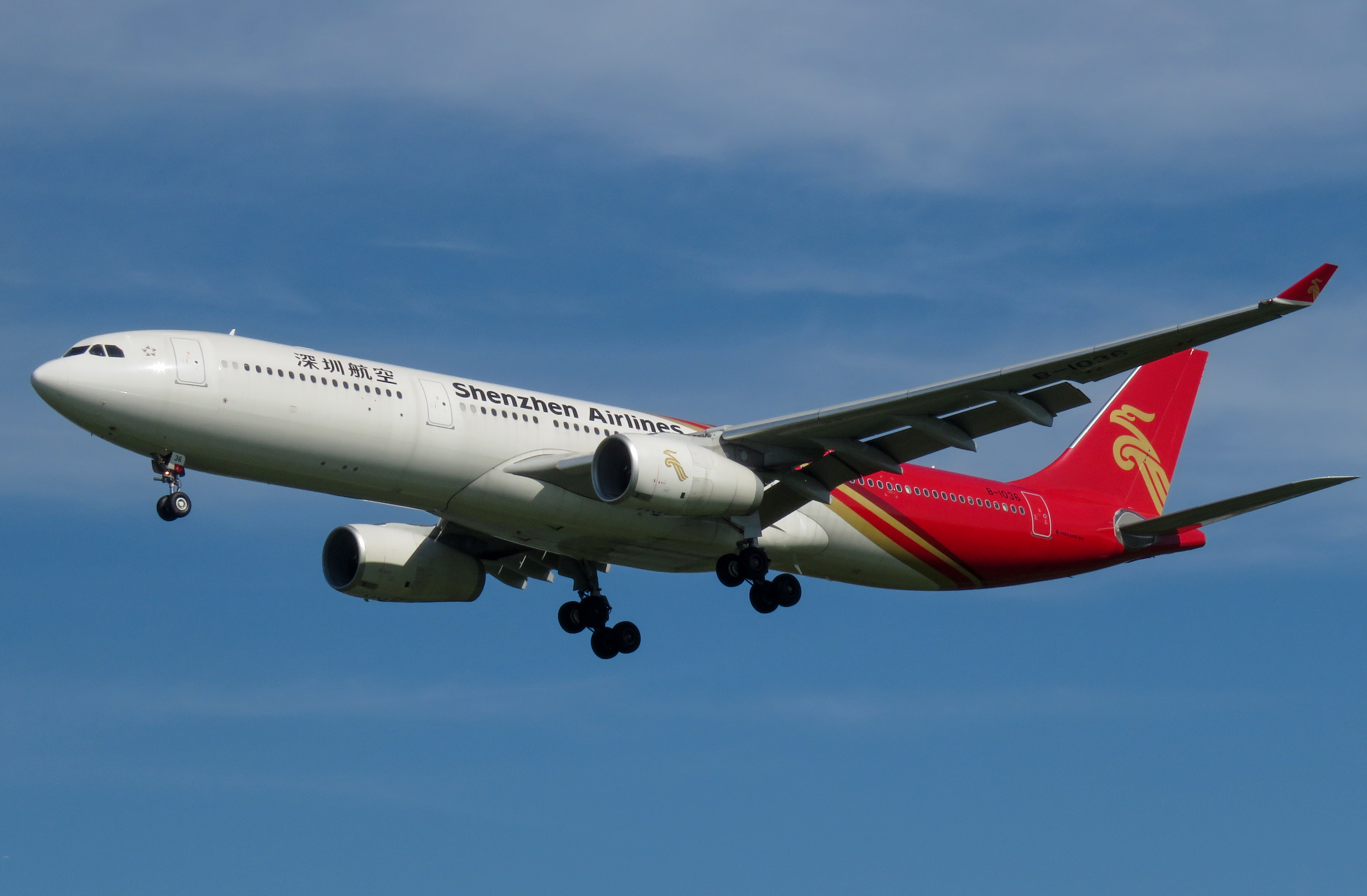
Airbus A330-300 linii lądujący na lotnisku w Pekinie
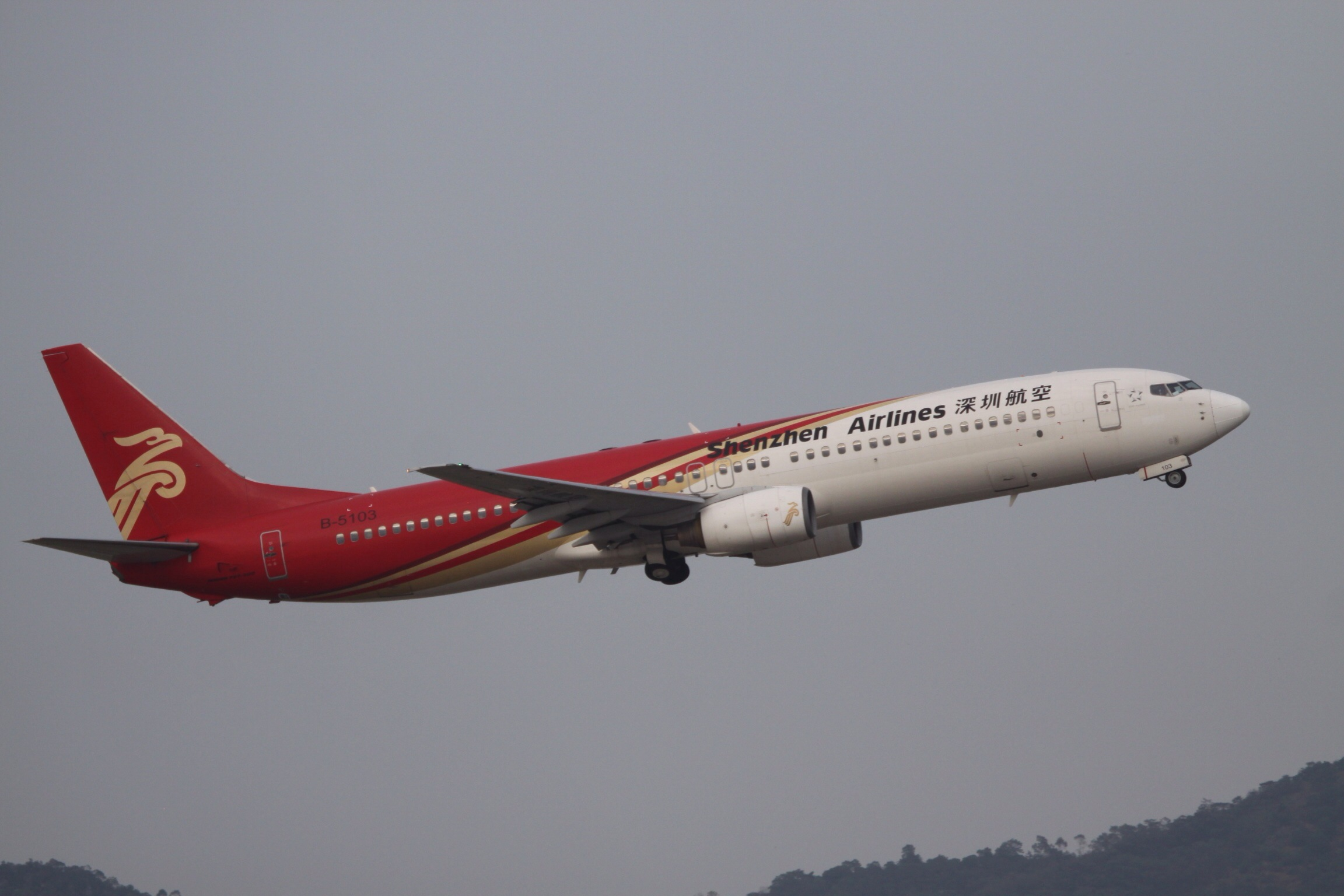
Boeing 737-900 linii startujący z lotniska w Shenzhen
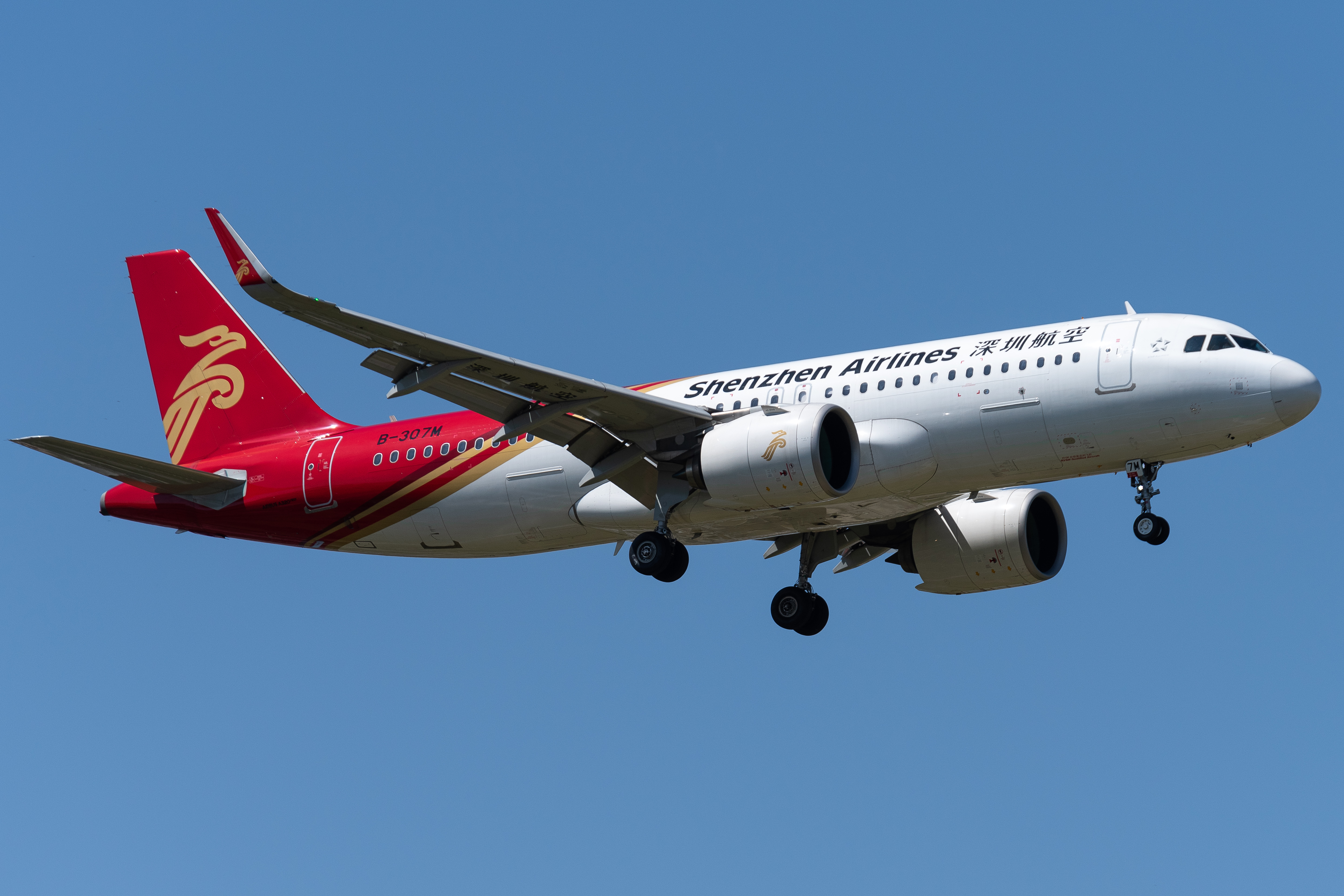
Airbus A320neo Shenzhen Airlines